# 요사촌
요사촌(일본어: 与謝村)은 일본 교토부 요사군에 설치되었던 촌이다.

## 역사
- 1889년 4월 1일 - 정촌제 시행에 의해 3촌의 구역을 가지고 성립하였다.
- 1954년 12월 1일 - 가야정, 구와카이촌과 합병해 새로운 가야정이 성립, 동일 요사촌은 폐지되었다.

## 참고문헌
- 가도카와 일본 지명 대사전 26 京都府